# Émile Hatzfeld
Émile Hatzfeld (Elzas, 1857 of 1858 – Londen, 1929) was een Frans-Brits muziekuitgever die bekend werd als oprichter en redacteur van het blad The Strand Musical Magazine.
Hij was de zoon van een muziekleraar en week in 1878 uit naar Londen. In de loop van de jaren tachtig richtte hij in Londen het bedrijf Hatzfeld & Co op.